# Ladera (Califórnia)
Ladera é uma região censo-designada localizada estado americano de Califórnia, no sul do Condado de San Mateo, adjacente a Portola Valley. Possui mais de mil habitantes, de acordo com o censo nacional de 2020.

## Geografia
De acordo com o Departamento do Censo dos Estados Unidos, a região tem uma área de 1,1 km², dos quais todos os 1,1 km² estão cobertos por terra.

## Demografia

### Censo 2020
Segundo o censo nacional de 2020, a sua população é de 1 557 habitantes e sua densidade populacional de 1 398,8 hab/km². Seu crescimento populacional na última década foi de 9,2%, acima do crescimento estadual de 6,1%.
Possui 551 residências que resulta em uma densidade de 495,0 residências/km² e um aumento de 2,2% em relação ao censo anterior. Deste total, 2,4% das unidades habitacionais estão desocupadas. A média de ocupação é de 2,9 pessoas por residência.
A renda familiar média é superior a 250 dólares e a taxa de emprego é de 55,9%.